# Masia Rocabruna
La Masia Rocabruna és una masia eclèctica de Santa Maria d'Oló (Moianès) inclosa a l'Inventari del Patrimoni Arquitectònic de Catalunya.

## Descripció
Casal situat a uns 12 metres de l'antic mas de Rocabruna, amb el qual s'hi uneix mitjançant un corredor alçat fet en pedra. El casal, de planta més o menys quadrada, és construït en pedra, combinant la calcaria grisenca amb l'arenisca vermellosa. La construcció, que simula un castell, és de tres plantes i té la coberta a quatre vents, amb cúpula central. La façana principal queda tancada mitjançant dues torres, la de llevant una mica més alta que la de ponent (que imita el romànic). El centre de la façana presenta dues grans balconades sospeses per columnes ornamentades amb capitells on s'hi troben esculpits animals rapinyaires i decoracions florals. A totes les cares de l'edifici s'hi veuen elements neoromànics, neogòtics, modernistes, i altres elements característics de l'arquitectura eclèctica. L'interior, avui buit, és centrat per una gran escala de pedra picada, que acaba imitant un claustre. La llum hi ve donada per una cúpula ornamentada amb vitralls.

## Història
Un fabricant de llanes de Sabadell, Joan Gorina, compra la mercaderia d'un vaixell alemany, retinguda al port de Barcelona, a molt bon preu. Va revendre les mercaderies a França i Itàlia, fent fortuna. Gorina tenia el caprici de construir-se un castell, i amb els diners obtinguts comprà el mas Rocabruna i les masoveries del Guell, La vila i L'alou, encarregant a un arquitecte la construcció d'un castell al costat de l'antic mas de Rocabruna. En tres anys (1918-1920) fou enllestida la construcció. L'antiga casa es destinà al majordom i criats, i a la nova construcció s'hi preparen les dependències necessàries per la residencia, a més d'un museu, sala d'armes, capella, sala de música, billar... entre d'altres. Anys després la família Gorina va comprar el mas Rocafort i altres masos propers.
Des de l'any 1980 és propietat de Saad Bin Abdul Al Saul, príncep de l'Aràbia, des d'aleshores és pràcticament impossible d'accedir a la propietat.
El 2009 l’ex-membre de la Duma russa i filòsof, Sergei Oganesian, de Bakú - Azerbaidjan va adquirir la propietat junt amb la seva parella, propietària d’una altra immobiliària.